# クリーブランド・クリフス
クリーブランド・クリフス（英語: Cleveland-Cliffs Inc）は、アメリカ合衆国のオハイオ州クリーブランドに本拠を置く鉄鋼メーカーである。2022年の粗鋼生産は世界25位、アメリカ合衆国第3位のシェアを占める。北米最大の圧延平鋼メーカー。2025年1月に、ローレンソ・ゴンカルベスCEOが、日鉄のUSスチール買収を巡って「日本は邪悪」等と、日本を批判する品性を欠く発言を繰り広げ、問題視されている。

## 概説
1847年、オハイオ州の実業家たちが前身となる企業を設立。1891年に同業他社と合併して現社名に改めた。以降、アメリカ合衆国内で資源の調達、鉄鋼の生産を続けてきたが、第二次世界大戦後にはオーストラリアやカナダでも鉄鉱石の採掘を始めている。
2007年6月、かつてUSスチールの傘下だった、石炭会社であるピノオークを買収。
2010年1月、フリーウェスト・リソーシズ・カナダを2億4000万カナダドルで買収。
2011年5月、武漢鋼鉄集団からコンソリデーテッド・トンプソン・アイアン・マインズを49億カナダドルで買収。
2020年3月、オハイオ州ウェストチェスター・タウンシップに本拠があるAKスチール・ホールディングスを11億ドルで買収。
2020年12月、アルセロール・ミッタルUSA（アルセロール・ミッタルのアメリカ部門）を14億ドルで買収。クリーブランド・クリフスは圧延平鋼生産で北米最大手の企業となった。
2024年7月、かつてUSスチール傘下だった、カナダの鉄鋼メーカーであるステルコを現金と株式で25億ドルで買収。
2020年代においては先進高強度鋼（AHSS）、溶融亜鉛めっき鋼、電気亜鉛めっき鋼、ガルバニアル、熱間圧延コイル、冷間圧延コイル、ブリキ、方向性電磁鋼（GOES）、無方向性電磁鋼（NOES）、ステンレス鋼などの生産を手掛けている。

## USスチール関連
2023年、USスチールの買収希望企業として名乗りを上げ、USスチールの従業員が加盟する労働組合（全米鉄鋼労組（USW））の支持も取り付けたが、買収額で日本製鉄に敗北した。
その後、2024年アメリカ合衆国大統領選挙の立候補者が買収計画に難色を示したことから、破談となった際の買収計画の再検討、資産の買い取りなどを表明した。2025年、バイデン大統領が日本製鉄の買収計画に反対する方針を表明した。当社CEOは、「中国は悪だ。中国は恐ろしい。しかし、日本はもっと悪い。日本は中国に対してダンピング（不当廉売）や過剰生産の方法を教えた」などと述べ、「日本よ、気をつけろ。あなたたちは自分が何者か理解していない。1945年から何も学んでいない」などと発言した。
2025年6月13日、ドナルド・トランプ大統領は日本製鉄とUSスチールの「パートナーシップ」を承認したと発表した。同月18日、日本製鉄はUSスチールの全株式を取得し完全子会社化したと発表した。